# JUDY AND MARY ALL CLIPS -JAM COMPLETE VIDEO COLLECTION-
「JUDY AND MARY ALL CLIPS -JAM COMPLETE VIDEO COLLECTION-」（ジュディ・アンド・マリー オール・クリップス ジャム・コンプリート・ビデオ・コレクション）は、日本のロックバンド、JUDY AND MARYのビデオ・クリップ集。2001年2月21日にエピックレコードジャパンよりリリース。2003年11月19日に「DVD Re-PRICEシリーズ」（ソニーから発売されたDVD作品を価格を下げて一挙発売する企画）として再発された。

## 解説
- 解散発表に伴い発売された、これまでのPVをまとめたビデオ・クリップ集。「全クリップ&TVCFを完全収録」と表記されているが、すべてのPVがフルで収録されているわけではなく、ショート・バージョンやTVCFのみ収録となっている楽曲もある。
- DVDのパッケージは初版盤（2001年発売盤）と再発盤（2003年発売盤）で異なる。初版盤はCDケース（ジュエルケース）での発売であり、再発盤はトールケースでの発売である。

## 収録曲
- JAM ALL CLIPS - PVをフルサイズで収録。

1. POWER OF LOVE
2. BLUE TEARS
3. DAYDREAM
4. Hello! Orange Sunshine
5. Cheese "PIZZA"
6. 小さな頃から
7. Over Drive
8. ドキドキ
9. クラシック
10. ミュージック ファイター
11. 手紙をかくよ
12. 帰れない2人
13. Brand New Wave Upper Ground
14. mottö
15. ラッキープール

- JAM ALL TVCF & CLIP SHORT VERSION - TVCF、ショート・バージョンで収録。

1. POPSTAR
2. ダイナマイト
3. そばかす
4. くじら12号
5. ラブリーベイベー
6. LOVER SOUL
7. 散歩道
8. イロトリドリ ノ セカイ
9. ひとつだけ

- JAM SPECIAL - 本作で初公開となった「LOVER SOUL」のPVフルバージョンを収録。

1. LOVER SOUL -full version-